# Sauacker
Sauacker ist ein deutscher Dokumentarfilm aus dem Jahr 2013 von Tobias Müller. 

## Inhalt
Der Film schildert den Alltag des 29-jährigen Junglandwirts Philipp Kienle, der im Sigmaringer Stadtteil Laiz zusammen mit seinen Eltern einen fast 300 Jahre alten Bauernhof mit 15 Kühen, Schweinemast und Ackerbau betreibt. Er beschreibt auch den Konflikt zwischen ihm und seinem Vater Konrad Kienle, dem 60-jährigen Hofbesitzer, beide haben unterschiedliche Auffassungen von der Landwirtschaft. Außerdem beschreiben Phillips Freundin Manuela und seine Mutter Gertrud die beiden Männer und ihre Eigenheiten.
Um die finanziell angespannte Situation des Hofes zu verbessern, trägt Konrad morgens das Schwäbische Tagblatt aus. Philipp arbeitet im Stahlwerk der Firma Zollern. Um weitere finanzielle Mittel zu erschließen, versucht er auch, seinen Ford Mustang zu verkaufen.
Konrad erklärt, wie schwer es dessen Vater gefallen ist, ihm den Hof anzuvertrauen. Jetzt ist er skeptisch gegenüber den zunehmenden Anforderungen von Banken und Auflagen der Europäischen Union. Dies zeigt sich an einem Disput der beiden über den geplanten Umbau des Schweinestalls.
Der Film endet an Philipps 30. Geburtstag, als ihm seinen Eltern erklären, ihm den Hof zu übergeben.

## Kritik
„Was an Sauacker beeindruckt, ist die Ehrlichkeit, mit der die Interviewten mit sich und ihrer Situation ins Gericht gehen. Die Konflikte werden ohne Dokusoap-Anflüge vor der Kamera ausgetragen und da wird kein Blatt vor den Mund genommen. Auch wenn der Film deutlich zeigt, dass eine neue EU-Schweinestallverordnung einen Betrieb in die Knie zwingen kann, hält sich Sauacker von allen agitatorischen Zwischentönen fern. Das formal eher konventionelle Konzept bleibt immer dicht dran an den Figuren, die sich als Individuen und nicht als Prototypen durch den Film bewegen.“

„Spannend ist der Film trotzdem, denn er hat ein Herz für seine beiden stoisch kämpfenden Helden und versinkt nie in Landleben-Sentimentalitäten. Auch ein hartes Leben kann schön sein. Man muss sich nur trauen, es auch zu führen.“